# Unione internazionale per la biofisica pura e applicata
L'Unione Internazionale per la Biofisica Pura e Applicata (IUPAB) è un'organizzazione internazionale non governativa la cui missione è partecipare allo sviluppo mondiale della biofisica, promuovere la cooperazione internazionale in biofisica e aiutare nell'applicazione della biofisica per risolvere problemi di interesse a tutta l'umanità. È stata fondata nel 1961 come Organizzazione internazionale per la biofisica pura e applicata, ma poi ribattezzata Unione internazionale nel 1966, quando è diventata membro dell'ICSU (International Council of Scientific Unions), che a sua volta è stata ribattezzata nel 2018 come ISC, Consiglio internazionale per la scienza . Ad esso sono affiliati gli organismi nazionali aderenti di 61 paesi, nonché l'Associazione europea delle società biofisiche (EBSA), l'Associazione asiatica di biofisica e la Biophysical Society americana.
IUPAB realizza la sua missione sponsorizzando incontri internazionali e congressi propri con cadenza triennale, favorendo comunicazioni e pubblicazioni, incoraggiando la ricerca e l'istruzione, promuovendo la libera circolazione degli scienziati e cooperando con altre organizzazioni su problemi multidisciplinari e interdisciplinari.

## Storia
La prima Assemblea Generale della IOPAB (Organizzazione Internazionale per la Biofisica Pura e Applicata) e il primo Congresso Internazionale di Biofisica si tennero a Stoccolma nel 1961 con la partecipazione di oltre 1000 delegati. Furono seguite da una seconda Assemblea Generale della IOPAB a Parigi nel 1964 e, due anni dopo, nel 1966, la IOPAB fu ammessa al Consiglio Internazionale delle Unioni Scientifiche (ICSU) che divenne il Consiglio Internazionale per la Scienza (ICS) nel 2018. Fu nel 1966 al congresso di Vienna che IOPAB divenne IUPAB (International Union for Pure and Applied Biophysics).
Dal 1966 IUPAB organizza un Congresso ogni tre anni: Boston MIT nel 1969, Mosca nel 1972, Copenaghen nel 1975, Kyoto nel 1978, Città del Messico nel 1981, Bristol nel 1984, Gerusalemme nel 1987, Vancouver nel 1990, Budapest nel 1993, Amsterdam nel 1996, Nuova Delhi nel 1999, Buenos Aires nel 2002, Montpellier nel 2005, Long Beach, California nel 2008, Pechino nel 2011, Brisbane nel 2014, Edimburgo nel 2017 (insieme a EBSA e Brazil Iguazu nel 2020 (ritardata al 2021 e online a causa della pandemia di COVID-19).
Il prossimo Congresso IUPAB si svolgerà a Kyoto nel 2024.

## Comitati e amministrazione
IUPAB è governata da un comitato esecutivo che comprende cinque funzionari chiave: un presidente, un past-president, un presidente eletto, un segretario generale e un tesoriere. Oltre al Comitato Esecutivo, dodici Soci Ordinari costituiscono il Consiglio che si riunisce due volte l'anno. Sia i funzionari che i Soci Ordinari durano in carica tre anni (con possibilità di rinnovo per un ulteriore mandato o elezione nella Giunta) e il Segretario Generale e Tesoriere durano in carica sei anni e gli altri funzionari e i Soci Ordinari durano in carica tre anni (con possibilità di rinnovo per un ulteriore mandato o di essere eletto nella Giunta).
Oltre al Comitato Esecutivo, IUPAB ha cinque comitati di task force che si concentrano su diverse aree: Meeting Committee, Structural Biology, Publications, Education and Capacity Building e Big Data.

## Conferenze e attività
IUPAB tiene un congresso ogni tre anni (di persona o tramite piattaforma online). Durante il congresso un'Assemblea Generale dei delegati discute e coordina gli interessi dei vari rami della Biofisica, così come elegge i funzionari. Vengono inoltre organizzati workshop, conferenze, incontri specialistici e sponsorizzazioni di varie attività legate alla Biofisica. Per il Congresso IUPAB vengono assegnate anche circa 60 borse di studio per giovani scienziati e borse di viaggio per scambi fra laboratori. IUPAB assegna anche due premi, un premio Young Investigator e un premio Senior (Avanti).
Biophysical Reviews è la rivista di IUPAB pubblicata da Springer Nature.

## Enti e società aderenti

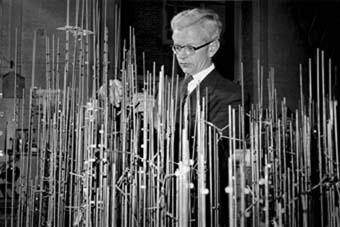
John Kendrew, un ex presidente IUPAB, mentre costruisce un modello di mioglobina

L'Unione Internazionale IUPAB è costituita da un gruppo di organismi aderenti che rappresentano le comunità scientifiche. Gli organismi aderenti come i Consigli di ricerca, le Accademie nazionali delle scienze e le Società scientifiche possono richiedere l'adesione a IUPAB.
Finora gli enti di 61 paesi diversi hanno aderito a IUPAB.

## Elenco dei presidenti
| 1961-1964          | Arne Engstrom            | Svezia                |
| 1964-1969          | Aharon Katzir-Katchalsky | Israele               |
| 1969-1972          | Feodor Lynen             | Germania              |
| 1972-1975          | John C. Kendrew          | UK                    |
| 1975-1978          | Britton Chance           | Stati Uniti d'America |
| 1978-1981          | Setsuro Ebashi           | Giappone              |
| 1981-1984          | Richard D Keynes         | UK                    |
| 1984-1987          | Bernard Pullmann         | Francia               |
| 1987-1990          | Lee D. Peachey           | Stati Uniti d'America |
| 1990-1993          | Maurizio Bruroni         | Italia                |
| 1993-1996          | Hermann JC Berendsen     | Paesi Bassi           |
| 1996-1999          | David AD Parry           | Nuova Zelanda         |
| 1999-2002          | Israel Pecht             | Israele               |
| 2002-2005          | Jean Garnier             | Francia               |
| 2005-2008          | ICP Smith                | Canada                |
| 2008-2011          | Kuniaki Nagayama         | Giappone              |
| 2011-2014          | Gordon Roberts           | UK                    |
| 2014-2017          | Zhie Rao                 | Cina                  |
| 2017-2021          | Marcelo Morales          | Brasile               |
| 2021-2024          | Manuel Prieto            | Portogallo            |
| 2021-2024 (eletto) | Anthony Watts            | UK                    |